# 亚历山德罗夫卡河
亚历山德罗夫卡河（俄语：Река Александровка）是俄罗斯萨哈林州特莫夫斯科耶区的河流，长48公里，流域面积249平方公里，在距河口174公里处的左岸注入特米河。河流不能通航。